# František Karel Matyáš ze Šternberka
František Karel Matyáš ze Šternberka (německy Franz Karl Matthias von Sternberg, 26. září 1612 – 9. srpna 1648, Praha) byl český šlechtic ze starobylého rodu Šternberků. Vlastnil rozsáhlé statky v jižních, středních a severních Čechách (Bechyně, Horažďovice, Libochovice, Budyně nad Ohří, Zelená Hora). Zastával funkce ve správě Českého království, v roce 1648 byl nejvyšším zemským sudím. 

## Život
Byl nejmladším synem nejvyššího purkrabího Adama II. ze Šternberka. Jako dědický podíl po otci převzal panství Bechyně, Horažďovice a polovinu Zelené Hory. Po starším bezdětném bratrovi Vojtěchu Ignácovi později získal Libochovice a Budyni. V roce 1638 výměnou za panství Plánice s Jaroslavem z Martinic získal druhou polovinu panství Zelená Hora, které tak bylo po delší době sjednoceno v rukách jednoho majitele. Svůj majetek rozšířil ještě v roce 1646 přikoupením hradu Krakovec. Pobýval převážně na horažďovickém zámku, na němž inicioval raně barokní úpravy.
Od mládí zastával hodnosti u císařského dvora, stal se císařským komořím a královským radou, v letech 1640–1648 byl dvorským maršálkem, byl též přísedícím zemského soudu a krátce před smrtí se stal nejvyšším zemským sudím Českého království. Byl zastřelen v době švédského vpádu do Prahy, v souvislosti s tím byl jeho nezletilým synům v roce 1661 udělen titul říšských hrabat.

### Manželství a potomstvo
Jeho manželkou byla Ludmila Benigna Kavková z Říčan (1614–1672), na svou dobu velmi vzdělaná šlechtična. Po předčasné smrti manžela svěřila vzdělání synů jezuitům, jako dědický podíl převzala panství Petrovice s hradem Krakovcem, které prodala v roce 1651 Kocům z Dobrše za 38 000 zlatých. Nezletilí synové obdrželi v roce 1661 titul říšských hrabat.

### Potomci
- Jan Adam (1638–1653)
- Václav Vojtěch (1641–1708), nejvyšší hofmistr Českého království 1701–1708, rytíř Řádu zlatého rouna
- Ignác Karel (1644–1700), prezident apelačního soudu 1696–1700
- Jan Norbert (1646–1678), císařský komorník, majitel Bechyně, dědic Jičína